# Избирательная система Гуама
Избирательное право жителей Гуама отличается от аналогичного права граждан Соединённых Штатов Америки в каждом из пятидесяти штатов. В Палате представителей США Гуам имеет собственного делегата, представляющего территорию. Делегат лишён права голоса на заседаниях Палаты представителей, но вправе голосовать по процедурным вопросам и на заседаниях комитетов Палаты. Граждане Гуама не вправе голосовать на всеобщих выборах президента.
Конституция США предусматривает место в Конгрессе для представителей от территорий, в число которых Гуам не входит. Остров является неинкорпорированной организованной территорией, является владением США и находится под полным контролем Конгресса. Отсутствие избирательного представительства в Конгрессе для жителей Гуама было проблемой с момента основания включения острова в состав федерации.
Федеральное законодательство США содержит положения, касающиеся избирательного права граждан США, проживающих за рубежом. Законодательство требует, чтобы все штаты США, федеральный округ Колумбия, Пуэрто-Рико, Гуам, Американское Самоа и Виргинские острова США давали возможность регистрации определённых категорий граждан для голосования (в том числе заочного голосования) на федеральных выборах. Соответствующий акт является законом 99-410 публичного права (Uniformed and Overseas Citizens Absentee Voting Act), он был подписан президентом Рональдом Рейганом 28 августа 1986 года.

## Граждане США
Гуам является неинкорпорированной территорией Соединённых Штатов Америки. Закон об иммиграции и гражданстве 1952 года определил, что лица, родившиеся на Гуаме, являются «гражданами США при рождении на тех же условиях, что и лица, рождённые в других частях Соединенных Штатов». Если гражданин США, родившийся на Гуаме, мигрирует на континентальную часть США, он будет вправе участвовать во всех выборах, в которых может участвовать любой другой гражданин США.

## История
1 августа 1950 года президент США Гарри Трумэн подписал закон о Гуаме от 1950 года, который дал народу чаморро определённые права и правовую защиту в соответствии с Конституцией США. В частности, народ острова получил возможность устанавливать собственную политику и принимать законодательство Гуама. В 1980-х и начале 1990-х годов произошли значительные изменения в пользу изменение статуса территории в пользу содружества. В этом случае остров получил бы уровень самоуправления, аналогичный Пуэрто-Рико и Северным Марианским островам. Однако федеральное правительство отвергло вариант содружества, предложенный правительством Гуама, поскольку в нем содержатся пункты, несовместимые с частью Конституции США, касающейся территорий (статья IV, раздел 3, пункт 2). Были выдвинуты и другие планы, предусматривавшие получение островом статуса штата США, вхождение в состав штата Гавайи, ассоциацию с Северными Марианскими островами и даже независимость Гуама.

## Правительство территории
Гуам управляется избранным жителями острова губернатором и однопалатным парламентом с 15 депутатами (сенаторами). Остров из числа своих жителей избирает одного делегата без права голоса в Палату представителей Конгресса США. Граждане США, проживающие на Гуаме, голосуют на всеобщих президентских выборах в США, однако, поскольку Гуам не имеет собственных представителей в Коллегии выборщиков, опрос не имеет реального эффекта. Тем не менее, направляя делегатов на съезды Республиканской и Демократической партий, территория оказывает определённое влияние на президентскую гонку, хотя делегаты избираются местными партийными съездами, а не в течение праймериз.